# Visconde de Santo António do Vale da Piedade
Visconde de Santo António do Vale da Piedade, com frequência incorretamente referido por Visconde do Vale da Piedade, é um título nobiliárquico criado por D. Pedro V de Portugal, por Decreto de 11 de Setembro de 1855, em favor de António José de Castro Silva.
Titulares
1. António José de Castro Silva, 1.º Visconde de Santo António do Vale da Piedade.